# 长期和短期
在经济学中，长期（英语：long run）是一个理论上的概念，其市场中所有商品价格和数量均可自由且充分调整并通常处于均衡点。短期（英语：short run）则不一样，短期下存在一些约束，市场不完全或不总是处于长期上的均衡点。
在微观经济学中，长期市场的生产要素不被固定，并且有足够的时间调整商品数量及价格，企业可以自由进入退出市场竞争或添置资本财并改变总产量。短期则不同，短期市场中某些要素是可变的（如劳动力数量可随需要的产量而变），而其他至少一个要素是难以改变的（例如短期内一笔交付的资本财总量难以提升），这限制了企业进入或退出市场竞争以影响供给量。而在宏观经济学中，长期是整体价格水平、工资和市场期望可以自由且快速调整以适应经济及市场市场均衡点（完全发挥生产潜力）的周期；短期则是当这些变量无法如长期一般自由调整（如工资易涨难降）以适应经济及市场均衡点的周期。